# Floyd McClung
Floyd McClung junior (* 3. August 1945 in Long Beach (Kalifornien); † 29. Mai 2021 in Kapstadt) war ein US-amerikanischer evangelikaler Missionar, Autor, Pastor und Gemeindegründer. Mit seiner Frau Sally gründete er 1994 das Missionswerk All Nations im südafrikanischen Kapstadt.

## Leben
McClung war ein Sohn von Floyd McClung senior. 1967 absolvierte er das Southern California College. Er ging Anfang der 1970er Jahre nach Kabul in Afghanistan und nahm junge Hippies, die auf der Suche nach dem Sinn des Lebens waren, in seine christliche Lebensgemeinschaft auf. 1973–1975 arbeitete er mit zwei Booten im Zentrum Amsterdams, die als Basis dienten, um mit Freiwilligen unter Aussteigern zu evangelisieren. 1985–1992 war er internationaler Direktor des Missionswerks Jugend mit einer Mission (JmeM). In dieser Zeit schrieb er auch das Buch Das Vaterherz Gottes, das eine große Verbreitung und sein bekanntestes Werk wurde. 1994 gründete er in Kansas City (Missouri) das Missionswerk All Nations, für das er in Afghanistan, Indien, Nepal, den Niederlanden, den USA und anderen Ländern Pionierarbeit geleistet hat. Später wurde er leitender Pastor des Metro Christian Fellowship, einer großen Kirche in Kansas City (Missouri), im mittleren Westen der USA.
2007 sprach McClung im schweizerischen Winterthur über seine Erkenntnisse und Sichtweisen von Glauben, Nachfolge Christi und die christlichen Kirchen, die freier, informeller und dynamischer sei als die Strukturen und die gelebte Realität in der westlichen Welt heute. Zudem erklärte er seinen Blick auf den Islam, der durch Begegnungen und Freundschaften mit Muslimen differenzierter geworden sei.

## Privates
McClung war seit 1967 mit Sally verheiratet, sie haben zwei erwachsene Kinder, zwei Enkelkinder und lebten in Kapstadt, wo sie ihr Missionswerk All Nations führten.  Seit 2016 war er in ein Wachkoma gefallen.

## Schriften
McClung hat viele Bücher geschrieben, die in verschiedene Sprachen übersetzt wurden. In deutscher Sprache sind erschienen:
- An vorderster Front. Jugend mit einer Mission, Frankfurt 1988 und 1991. ISBN 978-3-880660-12-0 (Neue Auflage: One Way Medien, Wuppertal 1998. ISBN 978-3-906568-36-2)
- Das Vaterherz Gottes. Asaph, Lüdenscheid 1989 (viele Auflagen, letzte 2012. ISBN 978-3-935703-23-9. Übersetzt von Monika Gibbs)
- Die ganze Welt gewinnen. Evangelisation und Mission in den 90er Jahren. Jugend mit einer Mission, Frankfurt 1989. ISBN 978-3-880760-30-1
- Vater, mach uns eins. Einheit unter Gottesvolk. Jugend mit einer Mission, Frankfurt 1989. ISBN 978-3-880760-33-2
- Die Sünde überwinden. Wie gehe ich mit Versuchungen um? Jugend mit einer Mission, Frankfurt 1990. ISBN 978-3-880660-01-4 (Spätere Auflage: One Way, Wuppertal 1996. ISBN 978-3-931822-04-0)
- Mit Gott auf Du und Du. Den Schöpfer des Weltalls als Freund entdecken. Projektion J, Hochheim 1993. ISBN 978-3-925352-89-8
- Mit Gott in der Stadt leben! Jugend mit einer Mission, Frankfurt 1993 und One Way, Wuppertal 1998. ISBN 978-3-906568-16-4
- Gott versteht mich! Jugend mit einer Mission, Frankfurt 1994 und One Way, Wuppertal 1999. ISBN 978-3-906568-15-7
- Pascha oder Papa. Vater sein nach dem Herzen Gottes. Projektion J, Hochheim 1995. ISBN 978-3-894900-93-9
- Die heilende Kraft der Liebe. Gottes Antwort auf seelischen Schmerz und innere Verletzungen. One Way, Wuppertal 1996 und 1999. ISBN 978-3-927772-86-1
- Entdecke deine Berufung. Wie erkenne ich Gottes Willen für mein Leben? One Way, Wuppertal 1996. ISBN 978-3-931822-05-7 (Neue Auflage: 2000. ISBN 978-3-906568-29-4; übersetzt von Manfred Schmidt)
- Freundschaft mit Gott. Wie überwinde ich meinen Stolz? Asaph, Lüdenscheid 1997. ISBN 978-3-906568-30-0 (Veränderte Neuauflage ohne Untertitel 2010. ISBN 978-3-940188-22-9. Übersetzt von Dorothea Appel)
- Heiligkeit in unserer Zeit. One Way, Wuppertal 1998. ISBN 978-3-906568-06-5
- Wirksame Evangelisation. Wie kann ich meinen Glauben bezeugen? One Way, Wuppertal 1998. ISBN 978-3-931822-47-7 oder ISBN 978-3-880660-03-8
- Von Knochen, Kamelen und einer großen Leidenschaft. Neue Wege, Gemeinde zu leben. Asaph, Lüdenscheid 2008. ISBN 978-3-935703-94-9 (Übersetzt von Detlev Simon. Originaltitel: You see bones, i see an army)
- Basics. Jüngerschaft von Grund auf. Asaph, Lüdenscheid 2009. ISBN 978-3-940188-10-6 (Übersetzt von Detlev Simon)